# Золтан Лунка
Зо́лтан Лу́нка (нім. Zoltan Lunka; 22 травня 1970, М'єркуря-Ніражулуй, Муреш, Румунія) — німецький професійний боксер, призер Олімпійських ігор, чемпіон світу серед аматорів (1995). Походить із угорської національної меншини Трансильванії.

## Аматорська кар'єра
На чемпіонаті світу 1995, що проходив у Німеччині, Лунка здобув п'ять перемог, завоювавши звання чемпіона в найлегшій вазі. В півфіналі він був сильнішим за Рауля Гонсалеса (Куба) — 11-8, а в фіналі переміг Булата Жумаділова (Казахстан) — 11-6.
На чемпіонаті Європи 1996 Лунка здобув дві перемоги, а в чвертьфіналі програв Альберту Пакеєву (Росія) — 2-8.
На Олімпійських іграх 1996 в найлегшій вазі виграв бронзову медаль.
- Переміг Мартіна Кастільйо (Мексика) — 13-7
- Переміг Херменсена Балло (Індонезія) — 18-12
- Переміг Мехді Ассуса (Алжир) — 19-6
- Програв Булату Жумаділову (Казахстан) — 18-23

## Професіональна кар'єра
Після Олімпіади 1996 Лунка перейшов у професійний бокс. Протягом 1996—2001 років провів 23 боя, лише в 2 зазнавши поразки.
24 березня 2001 року провів єдиний в кар'єрі титульний бій проти чемпіона світу за версією WBO в найлегшій вазі Фернандо Монтіеля (Мексика) і програв йому технічним нокаутом в сьомому раунді.